# Mesogobius
Mesogobius é um género de peixe da família Gobiidae e da ordem Perciformes.

## Espécies
- Mesogobius batrachocephalus (Pallas, 1814)[3]
- Mesogobius nigronotatus (Kessler, 1877)[4]
- Mesogobius nonultimus (Iljin, 1936)[5][6][7][8][9][10][11][12]